# Петър Гайков
Петър Гайков е български подофицер и революционер, костурски войвода на Върховния македонски комитет.

## Биография
Петър Гайков е роден през 1872 година в сливенското село Жеравна, тогава в Османската империя. Основно образование получава в родното си село, а след това завършва Подофицерското военно училище в София и постъпва на военна служба. През 1899 година Петър Гайков става член на ВМОК, отговарящ за стрелковата подготовка на четниците ѝ. Сътрудничи си с капитан Стойчо Гаруфалов и полковник Анастас Янков, на когото е помощник войвода от май 1902 година. Като такъв прекарва известно време с четата на Иванчо Карасулийски в Гевгелийско. Стига се до разрив между двамата, когато Иванчо отказва да убие ръководителя на ВМОРО в Серменин Петър Попов, който разкрива готвеното въстание в района от Върховния комитет.
В края на август 1902 година полковник Анастас Янков назначава Петър Гайков за районен войвода в селата Загоричани, Зелениче, Бобища, Олища, Черешница и Прекопана. На 7 септември прави неуспешен опит за вдигане на въстание в Загоричани, а на 10-и дава сражение на турците в местността Корулица. След заминаването на Янков за Гърция в Костурско остава Гайков с двама четници - Кузо Погончев и Фани Попов. На 7 ноември влизат в Бобища, за да се снабдят с пари и да заминат през Гърция за България. Предадени са от кмета Константин Чулев и зет му Васил Гелев Бутлов и на сутринта на 8 ноември 400 войници от Загоричани обсаждат Бобища. В сражението е убит кметът предател и протогерът на селото Илко Хр. Вергов, запалил обсадената къща. Четниците правят опит за пробив като Фани Попов успява да се спаси, Кузо Погончев е убит на нивите, а войводата Гайков загива край реката след като свършва патроните и счупва пушката си. Телата на Погончев и Гайков са разнасяни из Костур.
Петър Гайков е погребан в братска могила в Апоскеп, заедно с други дейци на македонското революционно движение.
Георги Константинов Бистрицки пише за него:
| „ | Петър Гайков, с прогимназиално образование, представителен мъж - великан, пламенен патриот, напуснал родното си място, за да помогне на костурския роб, загина геройски в кръвопролитно сражение в с. Бобища (след като беше минал и третата огнена линия), като дори и след смъртта си с грамадния труп, пренесен и прострян в двора на костурския конак, е всявал ужас на турчина. | “ |